# Зазублене лезо
Зазублене лезо (англ. Jagged Edge) — американський детективний фільм 1985 року.

## Сюжет
1984 рік, Сан-Франциско. У власному будинку були жорстоко вбиті господиня Пейдж Форрестер і її покоївка. Поліція підозрює чоловіка загиблої Джека, бо ві повинен успадкувати величезний статок дружини. Його заарештовують але Джек категорично заперечує свою провину. Його адвокатом стає Тедді Барнс. Щоб переконатися, що Джек невинний вона намагається дізнатися його ближче і закохується. Піддавшись почуттям, Тедді не сумнівається в його непричетності і чим сильніша її пристрасть до Джека, тим більше сумнівів у суддів щодо його невинності.

## У ролях
| Актор            | Роль            |
| ---------------- | --------------- |
| Джефф Бріджес    | Джек Форрестер  |
| Гленн Клоуз      | Тедді Барнс     |
| Пітер Койот      | Томас Красні    |
| Роберт Лоджа     | Сем Рансом      |
| Джон Денер       | суддя Карріган  |
| Ленс Генріксен   | Френк Мартін    |
| Аль Руссо        | Карл Сігал      |
| Марія Майензет   | Пейдж Форрестер |
| Дейв Остін       | поліцейський    |
| Річард Пертлоу   | поліцейський    |
| Вільям Аллен Янг | Грег Арнольд    |
| Бен Гаммер       | доктор Голдман  |
| Джеймс Карен     | Ендрю Гардесті  |
| Сенфорд Дженсен  | Скотт Талбот    |
| Вуді Еней        | Остін Лофтон    |
| Шерон Ганіан     | помічник        |
| Сара Каннінгем   | перший суддя    |
| Енн Волкер       | секретар Барнса |
| Джеймс Вінклер   | Тед Фіцпатрік   |
| Брюс Френч       | Річард Даффін   |
| Брендон Колл     | Девід Барнс     |
| Крістіна Гаттер  | Дженні Барнс    |